# Ли, Марк Чарльз
Марк Чарльз Ли (англ. Mark Charles Lee; род. 1952) — астронавт НАСА. Совершил четыре космических полёта на шаттлах: STS-30 (1989, «Атлантис»), STS-47 (1992, «Индевор»), STS-64 (1994, «Дискавери») и STS-82 (1997, «Дискавери»), совершил четыре выхода в открытый космос, полковник ВВС США.

## Личные данные и образование

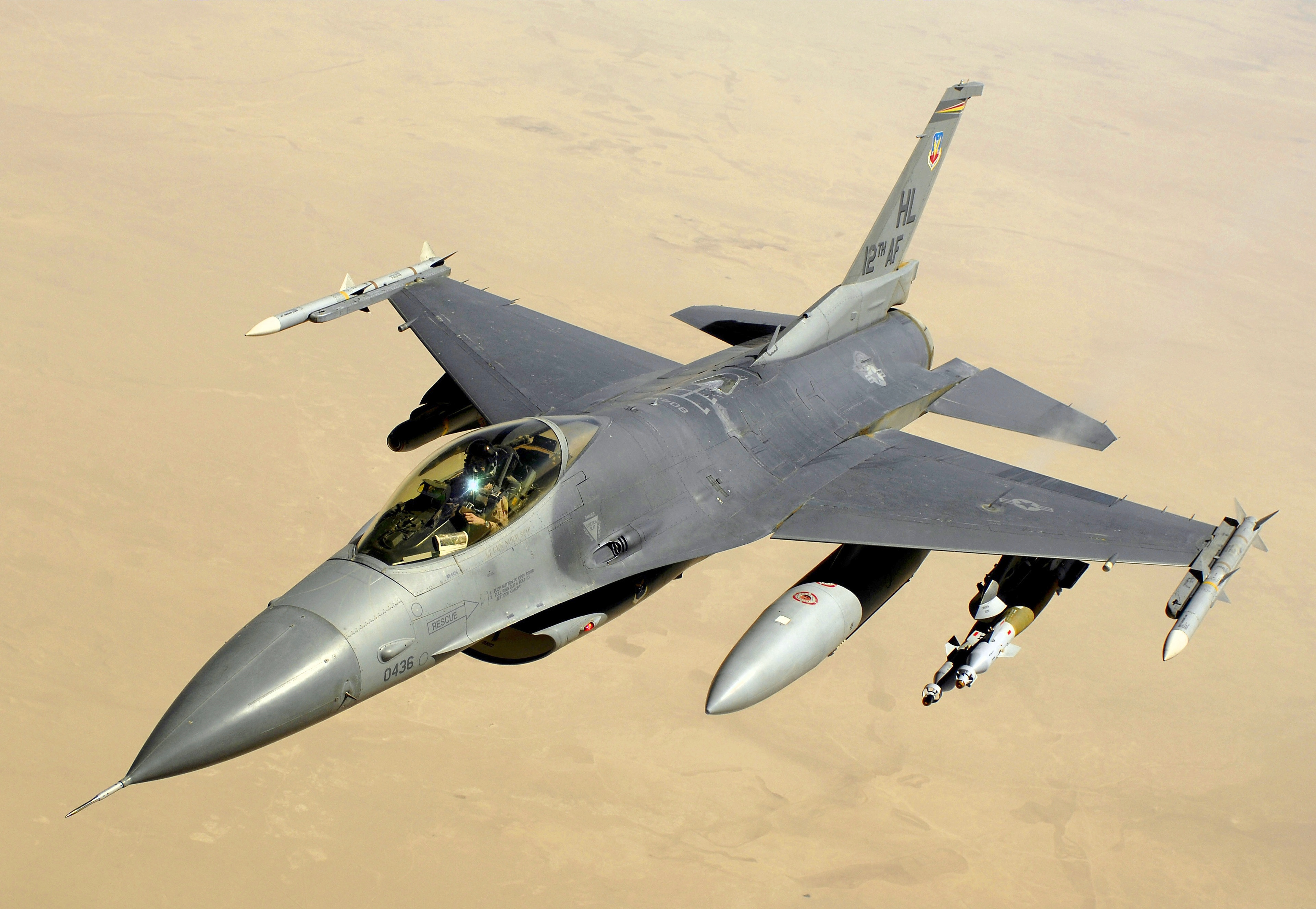
F-16 в полете.

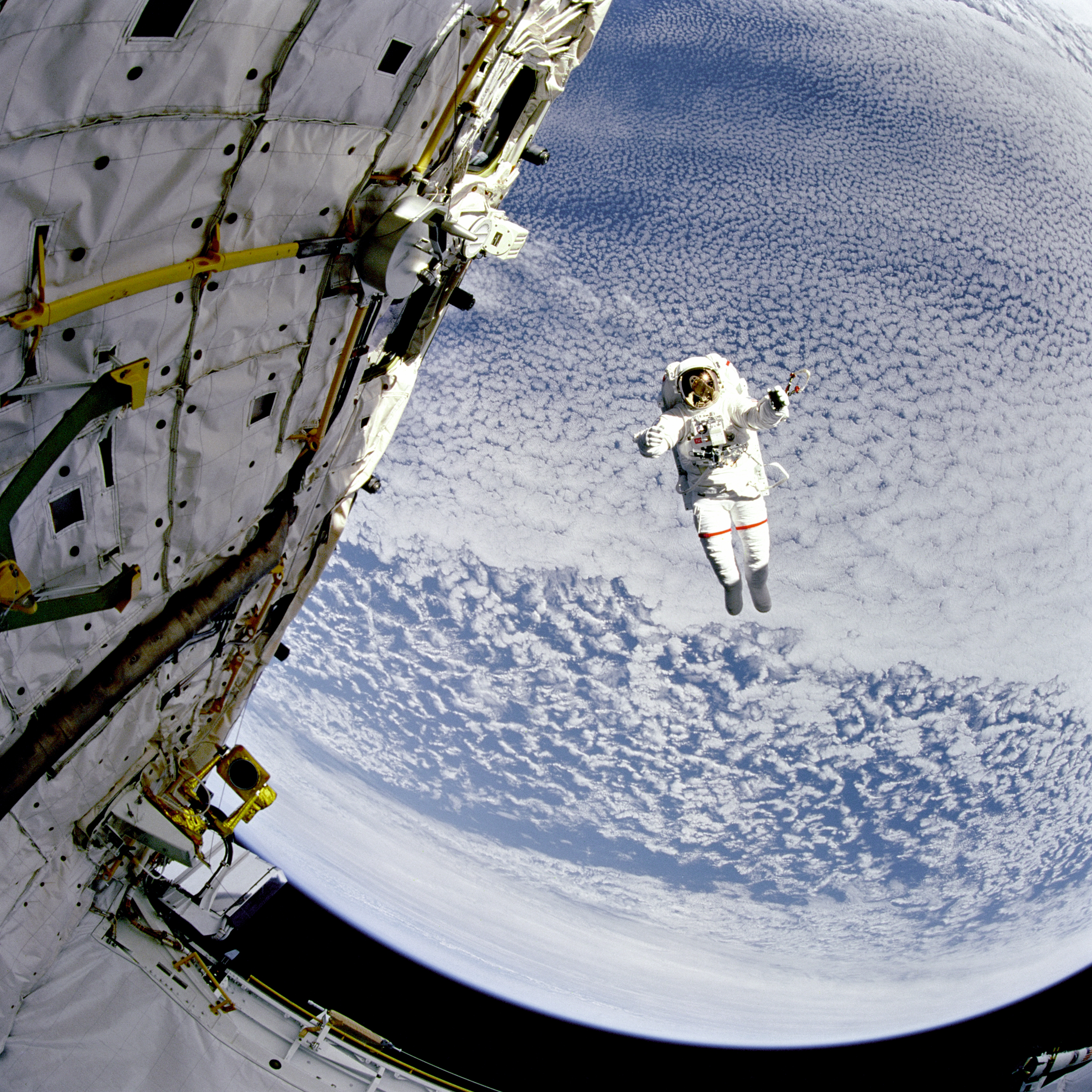
STS-64: Ли в свободном полете.

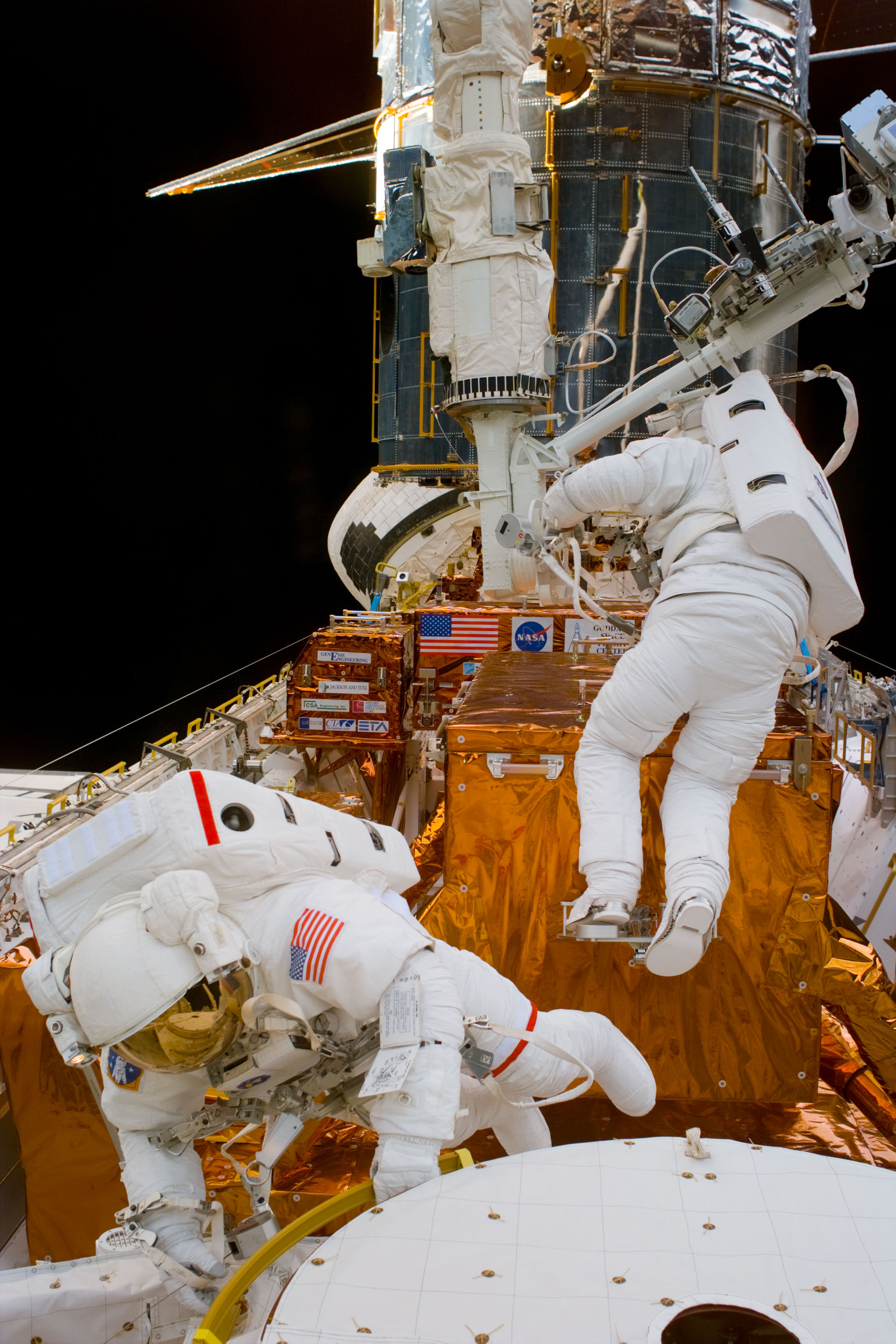
STS-82: Ремонт Хаббла — Ли (слева) и Смит.

Марк Ли родился 14 августа 1952 года в городе Вайрокуа, штат Висконсин, где в 1970 году окончил среднюю школу. Принимал активное участие в движении «Бойскауты Америки», достиг второй ступени — «Орёл Скаутов». Жена (бывшая) — Дейдра Энн О’Брайен. Жена (бывшая) — Нэнси Джен Дейвис, астронавт НАСА (поженились в январе 1991 года). Жена — Паула Мэри Саймон, у них два сына: Эрик и Мэттью. Увлекается: бег трусцой, плавание, гольф, водные лыжи, резьба по дереву и работы на участке. В 1974 году окончил Академию ВВС США, где получил степень бакалавра наук по гражданскому строительству. В 1979 году, после службы в Японии, он отучился и получил степень магистра наук в области машиностроения в Массачусетском технологическом институте, где он специализировался на современных композитных материалах (в частности, графит/эпоксидные смолы). В начале 2012 года СМИ объявили о воссоединении семьи Марка Ли с его биологической бабушкой (ей 77 лет). В своё время мать Марка была отдана на удочерение.

## До НАСА
В 1974 году поступил на службу в ВВС. После окончания Школы пилотов на авиабазе «Лоуглин», штат Техас, был распределён на авиабазу «Люк», штат Аризона, где летал на самолетах F-4 Phantom. Затем Ли на 2,5 года, с 1976 по 1979 год, был переведён на авиабазу «Кадена» на Окинаву, Япония, где продолжал летать на F-4 в составе 25-й Тактической истребительной эскадрильи. После окончания Массачусетского технологического института, в 1980 году он был назначен на авиабазу «Хэнском», штат Массачусетс, работал операционным менеджером поддержки Программы «Авиационный комплекс радиообнаружения и наведения (АВАКС)». В его обязанности входило решение круга вопросов, связанных с механическими и материаловедческими недочётами, которые влияли на боевую готовность авиапарка самолётов АВАКС. В 1982 году он вернулся к полётам на модернизированном самолёте F-16. Был назначен исполнительным директором по 388-й тактической эскадрильи, затем — заместителем командира по боевым операциям, а также был командиром звена в 4-й тактической истребительной эскадрилье на авиабазе «Хилл», в штате Юта. Общий налёт составляет 4500 часов на различных типах самолетов, в основном на T-38, F-4 и F-16. В 1984 году был приглашён в НАСА в качестве кандидата в астронавты.

## Подготовка к космическим полётам
В мае 1984 года Ли был приглашён в НАСА в качестве кандидата в астронавты в составе десятого набора. Начал прохождение курса общекосмической подготовки (ОКП) с июля 1984 года. По окончании обучения в июне 1985 года получил квалификацию «специалист полёта» и назначение в Отдел астронавтов НАСА. В его обязанности входило решение технических вопросов при подготовке и во время внекорабельной деятельности (ВКД) астронавтов, занимался выводом спутников на орбиту с борта шаттлов (инерциальным разгонным блоком), работой лаборатории «Спейслэб», а также работой различных систем космического корабля. Ли также был оператором связи в Центре управления полётами в Хьюстоне, руководителем группы поддержки астронавтов в Космическом центре имени Кеннеди, штат Флорида. Занимал должности начальника Отделения планирования операций, Отдела робототехники и Отдела ВКД. Работал также в рамках проекта МКС.

## Полёты в космос
- Первый полёт — STS-30[5], шаттл «Атлантис». C 4 по 8 мая 1989 года в качестве специалиста полёта. Экипаж успешно вывел на орбиту автоматическую межпланетную станцию (АМС) «Магеллан». Это был первый с 1978 года спутник США по изучению другой планеты и первый планетарный зонд, который запущен с шаттла. Продолжительность полёта составила 4 суток 00 часов 58 минут[6].
- Второй полёт — STS-47[7], шаттл «Индевор». C 12 по 20 сентября 1992 года в качестве специалиста полёта. Полёт проводился в интересах Министерства обороны США. Продолжительность полёта составила 7 суток 22 часа 31 минуту. Интересный факт: STS-47 — первый полёт в космос супружеской пары — Марка Ли и его жены — астронавта Нэнси Дейвис. Они женились тайно и раскрыли свой секрет перед НАСА незадолго до старта, и было уже слишком поздно делать замены. После этого НАСА сделало изменение в правилах полётов, появился запрет на полёт семейных пар[8][9].
- Третий полёт — STS-64[10], шаттл «Дискавери». C 9 по 20 сентября 1994 года в качестве специалиста полёта. Миссия включала в себя выполнение экспериментов разной направленности, в частности, эксперимент «LITE» по лётным испытаниям лидара, эксперименты с возвращаемым спутником Spartan 201, снабжённым астрономической аппаратурой, опробование средства автономного перемещения астронавта SAFER, эксперимент SPIFEX — по изучению выхлопа двигателей ориентации шаттла[11]. Совершил один выход в открытый космос: 16 сентября 1994 года — продолжительностью 6 часов 51 минуту. Продолжительность полёта составила 10 суток 22 часа 51 минуту[12].
- Четвёртый полёт — STS-82[13], шаттл «Дискавери». C 11 по 21 февраля 1997 года в качестве специалиста полёта. Цель полёта — проведение технического обслуживания и замены научных приборов на Космическом телескопе имени Хаббла[14]. Совершил три выхода в открытый космос: 14 февраля 1997 года — продолжительностью 6 часов 42 минуты, 16 февраля 1997 года — продолжительностью 7 часов 11 минут, 18 февраля 1997 года — продолжительностью 5 часов 17 минут. Продолжительность полёта составила 9 суток 23 часа 38 минут[15].

Общая продолжительность выходов в открытый космос — 26 часов 1 минуту.
Общая продолжительность полётов в космос — 32 дня 21 час 58 минут.

## После полётов
Ушел из НАСА в июле 2001 года.

## Награды и премии
Награждён: Медаль «За космический полёт» (1989, 1992, 1994 и 1997), Крест лётных заслуг (США), Медаль «За отличную службу» (США), Орден «Легион почёта», Медаль «За похвальную службу» (США), Медаль похвальной службы (США), Медаль «За выдающуюся службу» (НАСА), Медаль «За выдающееся лидерство», Медаль «За исключительные заслуги» (дважды), и многие другие.